# Port Leopold
Port Leopold és una base comercial abandonada que es troba a la regió de Qikiqtaaluk de Nunavut, Canadà. Es troba a l'extrem nord-est de l'illa Somerset, al davant de l'estret del Príncep Regent. La badia d'Elwin es troba al sud, mentre que l'illa del Príncep Leopold és al nord.
L'indret és conegut per haver estat el lloc d'hivernada, l'any 1848, de l'explorador James Clark Ross durant la recerca de l'expedició perduda de Franklin. Posteriorment es va convertir en una base comercial de la Companyia de la Badia d'Hudson.